# Circunscripciones electorales del Congreso de los Diputados
Las circunscripciones electorales del Congreso de los Diputados son las divisiones del territorio español para la elección de los miembros del Congreso de los Diputados. Hay 52 circunscripciones electorales, que se corresponden con cada una de las cincuenta provincias españolas, además de las ciudades autónomas de Ceuta y Melilla.

## Circunscripciones
Existen 52 circunscripciones electorales para el Congreso de los Diputados, que se corresponden con cada una de las cincuenta provincias españolas, además de las ciudades autónomas de Ceuta y Melilla. Según la ley electoral española cada provincia tiene garantizado un mínimo de partida de dos escaños. Las ciudades autónomas de Ceuta y Melilla tienen uno cada una de ellas. De esta forma, quedan ya asignados 102 escaños. Los otros 248 diputados se asignan de forma proporcional a la población de derecho. Este reparto es diferente en cada elección y se concreta en el real decreto de convocatoria de las elecciones. Con ello, en las elecciones generales de 2023 hubo un rango desde 2 diputados, en la provincia de Soria, hasta 37, en la provincia de Madrid.
| Circunscripción                                                                    | Diputados | Mapa |
| ---------------------------------------------------------------------------------- | --------- | ---- |
| Madrid                                                                             | 37        |      |
| Barcelona                                                                          | 32        |      |
| Valencia                                                                           | 16        |      |
| Alicante y Sevilla                                                                 | 12        |      |
| Málaga                                                                             | 11        |      |
| Murcia                                                                             | 10        |      |
| Cádiz                                                                              | 9         |      |
| Baleares, La Coruña, Las Palmas y Vizcaya                                          | 8         |      |
| Asturias, Granada, Pontevedra, Santa Cruz de Tenerife y Zaragoza                   | 7         |      |
| Almería, Córdoba, Gerona, Guipúzcoa, Tarragona y Toledo                            | 6         |      |
| Badajoz, Cantabria, Castellón, Ciudad Real, Huelva, Jaén, Navarra y Valladolid     | 5         |      |
| Álava, Albacete, Burgos, Cáceres, León, Lérida, Lugo, Orense, La Rioja y Salamanca | 4         |      |
| Ávila, Cuenca, Guadalajara, Huesca, Palencia, Segovia, Teruel y Zamora             | 3         |      |
| Soria                                                                              | 2         |      |
| Ceuta y Melilla                                                                    | 1         |      |

### Candidaturas
A continuación se muestra una lista de los principales partidos y alianzas electorales y grupos parlamentarios que después de las elecciones de julio de 2023 conforman el Congreso de los Diputados de España.
| Candidatura | Candidatura                       | Integrantes                                                 | Portavoz parlamentario/a | Portavoz parlamentario/a | Resul. (23J) | Resul. (23J) |
| Candidatura | Candidatura                       | Integrantes                                                 | Portavoz parlamentario/a | Portavoz parlamentario/a | Con          | Sen          |
| ----------- | --------------------------------- | ----------------------------------------------------------- | ------------------------ | ------------------------ | ------------ | ------------ |
|             | Partido Popular                   | PP                                                          |                          | Miguel Tellado           | 137          | 143          |
|             | Partido Socialista Obrero Español | PSOE PSC                                                    |                          | Patxi López              | 121          | 88           |
|             | Vox                               | Vox                                                         |                          | Pepa Millán              | 33           | 3            |
|             | Sumar                             | Movimiento Sumar Podemos IU Comú Compromís Más País MXM CHA |                          | Íñigo Errejón            | 31           | 6            |
|             | Esquerra Republicana de Catalunya | ERC                                                         |                          | Gabriel Rufián           | 7            | 6            |
|             | Junts per Catalunya               | JxCAT                                                       |                          | Míriam Nogueras          | 7            | 3            |
|             | Euskal Herria Bildu               | EH Bildu Sortu Alternatiba                                  |                          | Mertxe Aizpurua          | 6            | 5            |
|             | Partido Nacionalista Vasco        | EAJ-PNV                                                     |                          | Aitor Esteban            | 5            | 6            |
|             | Bloque Nacionalista Galego        | BNG                                                         |                          | Néstor Rego              | 1            | 1            |
|             | Coalición Canaria                 | CCa                                                         |                          | Cristina Valido García   | 1            | 1            |
|             | Unión del Pueblo Navarro          | UPN                                                         |                          | Alberto Catalán          | 1            | 1            |